# Sofia Goggia
Sofia Goggia (Bérgamo, 15 de noviembre de 1992) es una deportista italiana que compite en esquí alpino.
Participó en dos Juegos Olímpicos de Invierno, obteniendo dos medallas, oro en Pyeongchang 2018 y plata en Pekín 2022, ambas en la prueba de descenso.
Ganó dos medallas en el Campeonato Mundial de Esquí Alpino entre los años 2019 y bronce en 2017. En la Copa del Mundo consiguió veintiseis victorias y 62 podios en total.

## Palmarés internacional
| Juegos Olímpicos   | Juegos Olímpicos            | Juegos Olímpicos  | Juegos Olímpicos |
| Año                | Lugar                       | Medalla           | Prueba           |
| ------------------ | --------------------------- | ----------------- | ---------------- |
| 2018               | Pyeongchang (Corea del Sur) | Medalla de oro    | Descenso         |
| 2022               | Pekín (China)               | Medalla de plata  | Descenso         |
| Campeonato Mundial |                             |                   |                  |
| Año                | Lugar                       | Medalla           | Prueba           |
| 2017               | Sankt Moritz (Suiza)        | Medalla de bronce | Eslalon gigante  |
| 2019               | Åre (Suecia)                | Medalla de plata  | Supergigante     |